# Наполеон (мини-сериал)
Наполеон (фр. Napoléon) — мини-сериал, обладатель премии «Эмми», рассказывающий о жизни Наполеона Бонапарта. Снят в 2002 году на основе романа историка наполеоновской эпохи Макса Галло.

## Сюжет
Мини-сериал показывает военные победы и поражения Наполеона, включая сражения под Прейсиш-Эйлау, Ватерлоо, Аустерлицем и его отступление из России. Отражена и личная жизнь Наполеона: его брак и развод с Жозефиной Богарне, брак с Марией-Луизой, дочерью императора Австрии Франца I, романы с Элеонорой Денюэль и Марией Валевской.

## В ролях
- Кристиан Клавье — Наполеон I
- Изабелла Росселлини — Жозефина Богарне
- Жерар Депардьё — Жозеф Фуше
- Джон Малкович — Шарль-Морис де Талейран-Перигор
- Анук Эме — Летиция Бонапарт
- Хайно Ферх — Арман Огюстен Луи де Коленкур
- Себастьян Кох — маршал Жан Ланн
- Ален Дюте — маршал Мишель Ней
- Эннио Фантастичини — Жозеф Бонапарт
- Александра Мария Лара — графиня Мария Валевская
- Тоби Стивенс — Александр I
- Мэви Гёрбигер — Мария-Луиза Австрийская
- Мари Бомер — Каролина Бонапарт
- Клаудио Амендола — маршал Иоахим Мюрат
- Джулиан Сэндс — Клеменс фон Меттерних
- Людивин Санье — Гортензия Богарне
- Джон Вуд — папа Пий VII
- Флоранс Пернель — Тереза Тальен
- Джессика Паре — Элеонора Денюэль
- Тэмсин Эгертон — Бетси

## Производство
На создание мини-сериала было потрачено более 40 млн евро, что сделало его самым дорогим на тот момент телевизионным фильмом.
Съёмки, проходившие в Австрии, Франции, Чехии, Венгрии и Канаде, заняли полгода. В массовках батальных сцен, снимавшихся в Венгрии, было задействовано более 10 тысяч солдат венгерской армии.
Помимо этого батальные сцены были дополнены виртуальными солдатами, сгенерированными при помощи программного обеспечения компании Hybride Technologies.